# Arnošt Habsburský (1377–1424)
Arnošt Habsburský zvaný Železný (1377, Bruck an der Mur – 10. června 1424, tamtéž) byl rakouský vévoda, od roku 1406 vévoda korutanský, štýrský, kraňský a od roku 1414 arcivévoda rakouský .

## Mládí

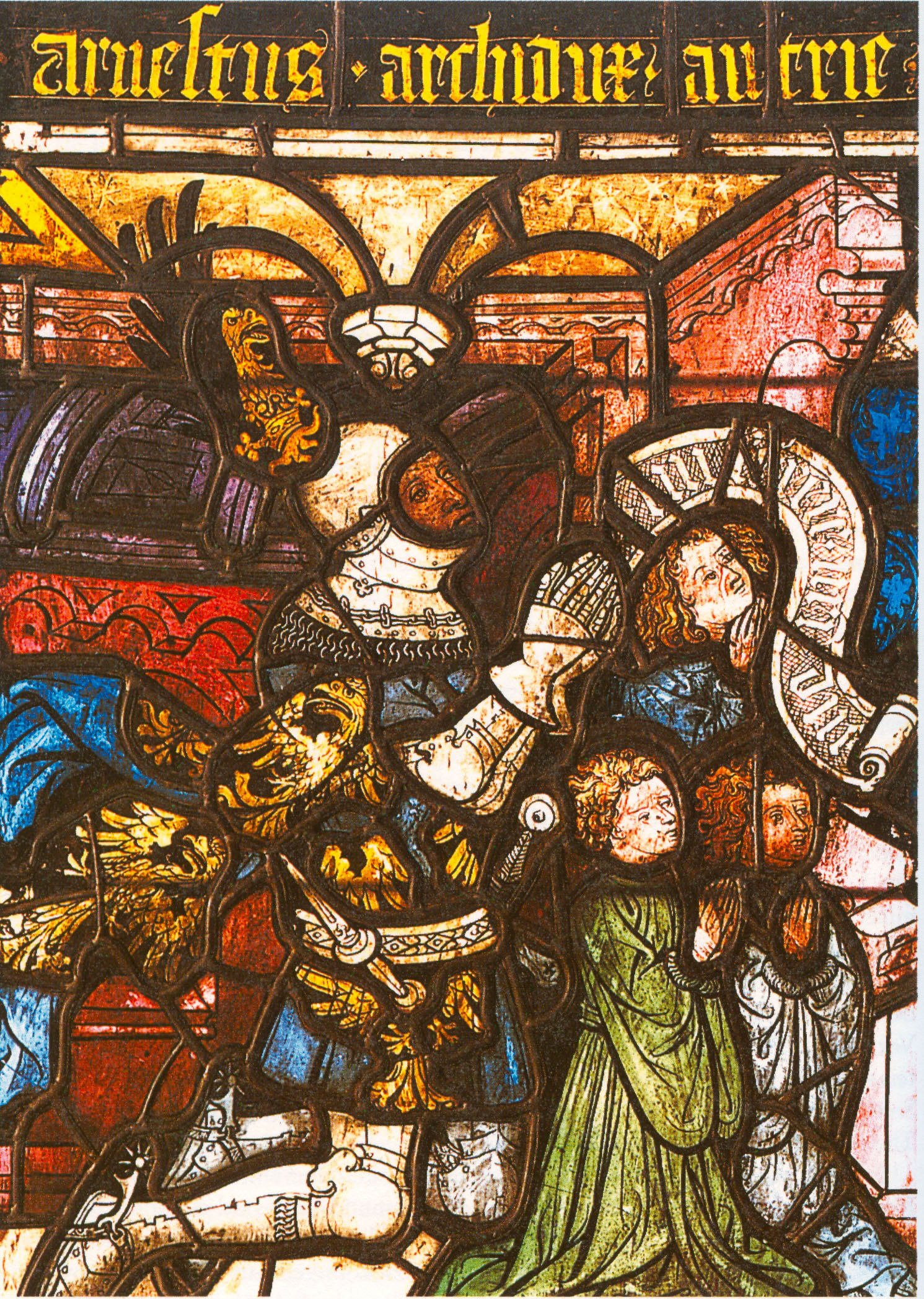
Arnošt se syny (vitráž)

Narodil se jako třetí syn Leopolda III. a Viridis Visconti, dcery milánského vévody Bernaba Viscontiho. V letech 1386–1395 byl jeho poručníkem strýc Albrecht III. Habsburský.

## Spory o vliv v zemi
V roce 1396 se Arnoštovým poručníkem stal nejstarší bratr Vilém, který spolu s dalším bratrem Leopoldem IV. uzavřel tzv. vídeňskou smlouvu, při které se dohodli na společné vládě. Po Vilémově smrti roku 1406 převzal vévodství. S Leopoldem soupeřil o větší vliv, především o poručnictví nad Albrechtem, synem jeho bratrance Albrechta IV. a dědicem rakouského vévodství. Tento spor mezi bratry měl neblahý vliv na jejich vládu, a znamenal posílení moci stavů. V Rakousích byl přičiněním stavů Albrecht roku 1411 prohlášen plnoletým a uznán za zemského knížete.

## Samostatný vládce
V roce 1411, po Leopoldově smrti se Arnošt stal jediným pánem Vnitřních Rakous. Svůj vliv chtěl rozšířit také na Tyrolsko, ale to se mu nepovedlo. Byl velice schopný vladař, podporoval stavební činnost a dobře vykonával správu Vnitřních Rakous. V roce 1414 získal titul arcivévody. Nechal vyhotovit první variantu korunovačního klenotu arcivévodů. Zemřel v roce 1424 a byl společně s první manželkou pohřben v cisterciáckém klášteře Rein.

## Manželství a potomci
Poprvé se oženil v roce 1392 s Markétou ze Zadních Pomořan a Stolpu. Toto manželství zůstalo bezdětné. Roku 1412 se oženil podruhé. Jeho manželkou se stala Piastovna Cimburgis Mazovská, dcera Zemovíta IV. Plockého, se kterou měl devět dětí:
- Fridrich V. (21. září 1415 – 19. srpna 1493), rakouský vévoda, římský král, a od roku 1452 císař Svaté říše římské, ⚭ 1452 Eleonora Portugalská (18. září 1434 – 3. září 1467)
- Markéta (1416/17 – 12. února 1486), ⚭ 1431 Fridrich II. Saský (22. srpna 1412 – 7. září 1464), saský kurfiřt a durynský lantkrabě
- Albrecht VI. (18. prosince 1418 – 2. prosince 1463), rakouský vévoda, ⚭ 1452 Matylda Falcká (7. března 1419 – 22. srpna 1482)
- Arnošt (1420 – 10. srpna 1432)
- Kateřina (1420 – 11. září 1493), ⚭ 1447 Karel I. Bádenský (1427 – 24. února 1475), markrabě bádenský
- Alexandra (1421)
- Anna (1422–1429)
- Rudolf (1424)
- Leopold (1424)